# 非生物因子

非生物因子是生态系统中影响生物（生物因子）的非生物成分。

在生物学和生態學中，非生物因子（英語：abiotic factor）或非生物组分（abiotic component(s)）是指環境中影響生物體的化學和物理部分，是生態系統的一部分。與生物相關的非生物因子和現象支撐了生物圈。

## 定義
在生物學和生態學中，非生物因子包括影響生物體中生長，維持和繁殖方面的物理條件和非生物條件。其中包括由生物從環境中取得來利用的物質、或從環境中攝取的必需養分。
一個生態系統的所有非生物成分都可被稱為非生物因子，如空氣和水是非生物因子。

## 例子
在生物學中，非生物因子可以包括水、光、輻射、溫度、濕度、大氣和土壤。宏觀上來看，氣候往往會影響地球上的每一個層面，所以海洋或陸地環境中的壓力、水和空氣的流動也可以是非生物因子。
所有這些因素都會以不同程度來影響各式各樣的生物體。例如當陽光很少或沒有陽光的時候，植物可能會因為沒有得到足夠的陽光，來完成光合作用的循環，進而枯萎和死亡。非生物因子會嚴重影響生態系的行成，例如，因為降水的密度不同，導致雨林生態系和沙漠生態系中植物和動物的種類與多樣性的區別。